# Santos Abril y Castelló
Santos Abril y Castelló (Alfambra, 21. rujna 1935.) španjolski je prelat Katoličke Crkve. Nakon karijere u diplomatskom zboru Svete Stolice, obnašao je niz dužnosti u Rimskoj kuriji, a od 2011. do 2016. bio je nadsvećenik bazilike Santa Maria Maggiore.